# Paula Oddestad
Paula Inga-Greta Oddestad, född Sundén 29 oktober 1917 i Stehags socken i Malmöhus län, död 30 september 1963 i Matteus församling i Stockholm, var en svensk målare och tecknare. Hon var dotter till Nils Johan Sundén och Elinda Lind. Hon var från 1945 gift med civilekonomen Hans Oddestad.   
Oddestad utexaminerades från Högre konstindustriella skolan i Stockholm 1939. Hon arbetade 1939–1946 som tecknare och illustratör för flera olika bokförlag och reklamfirmor i Stockholm, varefter hon fortsatte sina konststudier 1947 vid Konstgillets målarskola i Borås och Valands målarskola i Göteborg 1948. 
Hon målade motiven landskap, stilleben och figurer i olja.

## Fotnoter
1. ↑  Sveriges Dödbok 1901–2009, DVD-ROM, Version 5.00, Sveriges Släktforskarförbund (2010).